# Leiperiinae
Leiperiinae is een onderfamilie van kreeftachtigen uit de klasse van de Ichthyostraca.

## Geslacht
- Leiperia Sambon, 1922